# Libythea ochracea
Libythea ochracea är en fjärilsart som beskrevs av Milliére 1891. Libythea ochracea ingår i släktet Libythea och familjen praktfjärilar. Inga underarter finns listade i Catalogue of Life.